# Alfonso Cerón
Alfonso Cerón (nazývaný též Zerone nebo Girone), byl španělský šachista 16. století, považovaný ve své době po Ruy Lópezovi de Segurovi za druhého nejsilnějšího hráče Španělska. Ve svých pracích jej zmiňují Pietro Carrera a Alessandro Salvio.
Pocházel z Granady, kde se narodil kolem roku 1535. Své partie hrával též naslepo. Je autorem díla o šachové hře De Juego del Axedrez, které nebylo vydáno.
Cerón se zúčastnil slavného turnaja na dvoře krále Filipa II. v Madridu roku 1575, kde společně Ruy Lópezem podlehli italským šachistům Giovannimu Leonardovi Di Bona a Paolovi Boimu.